# Sint-Jansvuur

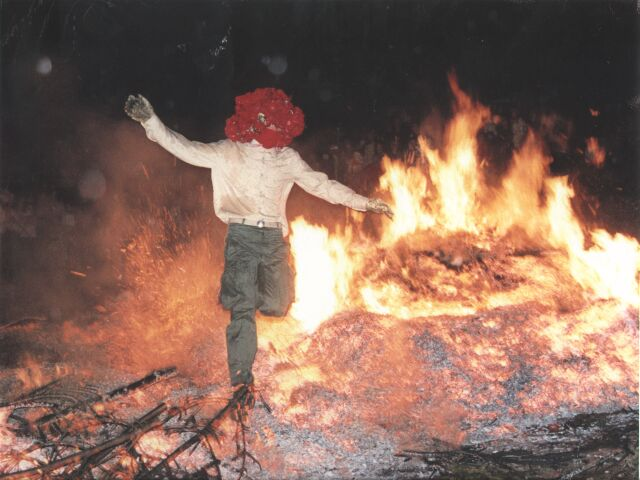
Jongeren lopen door het Sint_Jansvuur in Soultzbach-les-Bains, 1999

Het Sint-Jansvuur is een vreugdevuur, genoemd naar Johannes de Doper, dat in vroegere eeuwen deel uitmaakte van de midzomerfeesten en reeds sinds de voorchristelijke tijd in vrijwel alle landen van Europa op 23 of 24 juni werd ontstoken, wat in onder andere Beieren, Oostenrijk en de Sudeten nog vrij gebruikelijk is. In Nederland en België heeft het gebruik in enkele plaatsen en streken nog lang standgehouden (bijvoorbeeld in Herzele, Oost-Vlaanderen). In Huissen (Gld.) wordt het op de maandag na Sint-Jan bij het spiegelgevecht tussen de gilden nog altijd ontstoken. Men schreef afweerkracht toe aan het Sint-Jansvuur; daarom werd het vee er wel doorheen gedreven.
Vaak verwijst de naam Sint-Jansberg naar een heuvel waar vroeger Sint-Jansvuren gebrand werden.